# Действительные члены НАН Беларуси за всю историю существования

Полный список действительных членов Академии наук (Академии наук Белорусской ССР, Национальной академии наук Беларуси). Всего 280 академиков.
| # А Б В Г Д Е Ё Ж З И К Л М Н О П Р С Т У Ф Х Ц Ч Ш Щ Э Ю Я |

## А
- Абламейко, Сергей Владимирович (род. 1956) — математик
- Агабеков, Владимир Енокович (род. 1940) — физикохимик
- Азгур, Заир Исаакович (1908—1995) — скульптор
- Акулов, Николай Сергеевич (1900—1976) — физик
- Алексеев, Евгений Кузьмич (1884—1972) — агроном
- Альсмик, Пётр Иванович (1907—1992) — селекционер
- Анисович, Геннадий Анатольевич (1932—2003) — материаловед
- Антонов, Игнатий Петрович (1922—2015) — невропатолог
- Апанасевич, Павел Андреевич (род. 1929) — физик-теоретик
- Астапчик, Станислав Александрович (1935—2015) — материаловед
- Афанасьев, Яков Никитович (1877—1937) — почвовед
- Ахрем Афанасий Андреевич (1913—2010) — химик-биорганик

## Б
- Бабосов, Евгений Михайлович (род. 1931) — философ
- Бамбалов, Николай Николаевич (1938—2020) — биогеохимик
- Барбашин, Евгений Алексеевич (1918—1969) — математик
- Безбородов, Михаил Алексеевич (1898—1983) — физикохимик
- Белецкий, Александр Валентинович (род. 1957) — ортопед-травматолог
- Белоенко, Евгений Дмитриевич (1947—2006) — ортопед-травматолог
- Белый, Александр Владимирович (род. 1950) — материаловед
- Белый, Владимир Алексеевич (1922—1994) — механик
- Белый, Владимир Николаевич (род. 1947) — физик
- Бильдюкевич, Александр Викторович (род. 1956) — химик
- Бирилло, Николай Васильевич (1923—1992) — языковед
- Блиодухо, Николай Фёдорович (1878—1935) — геолог
- Богдевич, Иосиф Михайлович (род. 1937) — агрохимик
- Богомолец, Александр Александрович (1881—1946) — патофизиолог
- Богомолов, Герасим Васильевич (1905—1981) — гидрогеолог
- Бойко, Борис Борисович (1923—1999) — физик
- Бокуть, Борис Васильевич (1926—1993) — физик
- Борисевич, Николай Александрович (1923—2015) — физик
- Борисенко, Василий Васильевич (1904—1984) — литературовед
- Бровка, Пётр Устинович (1905—1980) — писатель
- Булыгин, Иван Андреевич (1907—1984) — физиолог
- Бураков, Виктор Семёнович (1931—2020) — физик
- Бурстын, Целестин Леонович (1888—1938) — математик
- Буслов, Казимир Павлович (1914—1983) — философ

## В
- Вейс, Ювеналий Александрович (1878—1950) —машиновед
- Вечер, Александр Степанович (1905—1985) — биохимик
- Вильямс, Василий Робертович (1863—1939) — почвовед
- Винокуров, Фёдор Петрович (1900—1990) — гидротехник
- Витязь, Пётр Александрович (род. 1936) — машиностроитель
- Войтович, Александр Павлович (род. 1938) — физик
- Володько, Леонид Викентьевич (1928—1978) — физик
- Волотовский, Игорь Дмитриевич (род. 1939) — биофизик
- Вольфсон, Семён Яковлевич (1894—1941) — философ
- Вотяков, Вениамин Иосифович (1921—2014) — вирусолог
- Высоцкий, Михаил Степанович (1928—2013) — машиностроитель
- Вышелесский, Сергей Николаевич (1874—1958) — эпизоотолог

## Г
- Гайшун, Иван Васильевич (1946—2018) — математик
- Гапоненко, Сергей Васильевич (род. 1958) — физик
- Гарецкий, Радим Гаврилович (1928—2025) — геолог
- Гаркуша, Иван Федосеевич (1896—1970) — почвовед
- Гаусман, Фёдор Оскарович (1868—1944) — почвовед
- Гахов, Фёдор Дмитриевич (1906—1980) — математик
- Герасимович, Леонид Степанович (род. 1939) — электротехнолог
- Глебка, Пётр Фёдорович (1905—1969) — поэт
- Гниломёдов, Владимир Васильевич (1937—2024) — литературовед
- Годнев, Тихон Николаевич (1893—1982) — физиолог растений
- Голуб, Давид Моисеевич (1901—2001) — анатом
- Голуб, Иван Антонович (род. 1950) — технолог-аграрий
- Гончаренко, Андрей Маркович (1933—2021) — физик-теоретик
- Горбунов, Тимофей Сазонович (1904—1969) — партийный деятель
- Гордиенко, Анатолий Илларионович (1941—2021) — материаловед
- Горев, Константин Васильевич (1904—1988) — металловед
- Горегляд, Харитон Степанович (1898—1985) — ветеринар
- Горецкий, Гавриил Иванович (1900—1988) — экономгеограф
- Горин, Павел Осипович (1900—1938) — историк
- Гращенков, Николай Иванович (1901—1965) — невролог
- Гредингер, Михаил Осипович (1867—1936) — правовед
- Гриб, Станислав Иванович (род. 1944) — растениевод
- Губкин, Сергей Иванович (1898—1955) — металловед
- Гурин, Валерий Николаевич (1938—2007) — физиолог человека и животных
- Гуринович, Георгий Павлович (1933—1994) — физик
- Гусаков, Владимир Григорьевич (род. 1953) — экономист-аграрий

## Д
- Дайнеко, Алексей Евгеньевич (род. 1968) — экономист
- Демидчик, Евгений Павлович (1925—2010) — онкохирург
- Дмитриев, Андрей Сергеевич (1925—1989) — физиолог
- Домбаль, Томаш Францевич (1890—1938) — экономист
- Дорожкин, Николай Афанасьевич (1905—1993) — миколог и фитопатолог
- Достанко, Анатолий Павлович (1937—2024) — микроэлектроник
- Дубах, Александр Давыдович (1883—1942) — мелиоратор
- Дурново, Николай Николаевич (1876—1937) — языковед

## Е
- Егоров, Александр Александрович (1874—1969) — винодел
- Ельяшевич, Михаил Александрович (1908—1996) — физик
- Ермоленко, Игорь Николаевич (1932—1991) — химик
- Ермоленко, Николай Фёдорович (1900—1972) — химик
- Ерофеев, Борис Васильевич (1909—1995) — физикохимик
- Еругин, Николай Павлович (1907—1990) — математик

## Ж
- Жданок, Сергей Александрович (род. 1953) — физик
- Жебрак, Антон Романович (1901—1965) — генетик растений
- Жилунович, Дмитрий Фёдорович (1887—1937) — писатель

## З
- Заболотный, Даниил Кириллович (1866—1929) — бактериолог
- Замотин, Иван Иванович (1873—1942) — литературовед
- Затонский, Владимир Петрович (1888—1938) — партийный деятель

## И
- Ивашин, Василий Владимирович (1913—2009) — литературовед
- Ивашкевич, Олег Анатольевич (род. 1954) — физикохимик
- Игнатенко, Илларион Мефодьевич (1919—2002) — историк
- Игнатовский, Всеволод Макарович (1881—1931) — историк
- Изобов, Николай Алексеевич (род. 1940) — математик
- Ильющенко, Александр Фёдорович (род. 1956) — металлург
- Ипатьев, Виктор Александрович (1942—2009) — лесовед

## К
- Казак, Николай Станиславович (род. 1945) — оптик
- Кайгородов, Алексей Иванович (1881—1951) — климатолог и геофизик
- Капуцкий, Фёдор Николаевич (1930—2017) — химик
- Карабанов, Александр Кириллович (1952—2019) — геолог
- Карловский, Владислав Филиппович (1933—2010) — мелиоратор
- Карпинский, Александр Петрович (1847—1936) — геолог
- Картель, Николай Александрович (1937—2013) — генетик растений
- Кедров-Зихман, Оскар Карлович (1885—1964) — агрохимик
- Килин, Сергей Яковлевич (род. 1952) — физик
- Кильчевский, Александр Владимирович (род. 1955) — генетик растений
- Киселевский, Леонид Иванович (1927—1991) — физик
- Клубович, Владимир Владимирович (род. 1933) — физик
- Коваленко, Виктор Антонович (1929—2001) — литературовед
- Коваленя, Александр Александрович (род. 1946) — историк
- Ковалёв, Николай Андреевич (род. 1937) — ветеринар
- Козлов, Николай Семёнович (1907—1993) — химик
- Колас, Якуб (1882—1956) — писатель
- Коловандин, Борис Андреевич (1938—1998) — механик
- Коломиец, Эмилия Ивановна (род. 1949) — микробиолог
- Комаров, Владимир Семёнович (1923—2018) — химик
- Комаров, Фадей Фадеевич (род. 1945) — электроник
- Конев, Сергей Васильевич (1931—2005) — биофизик
- Коновалов, Евмений Григорьевич (1914—1974) — машиностроитель
- Конопля, Евгений Фёдорович (1939—2010) — радиобиолог, биохимик
- Корзюк, Виктор Иванович (род. 1945) — математик-прикладник
- Коротков, Константин Николаевич (1890—1954) — химик
- Костюк, Михаил Павлович (1940—2019) — историк
- Кравченко, Иван Сергеевич (1902—1979) — историк
- Крапива, Кондрат (1896—1991) — писатель
- Красин, Андрей Капитонович (1911—1981) — физик
- Красный, Сергей Анатольевич (род. 1966) — уролог
- Кроль, Михаил Борисович (1879—1939) — невропатолог
- Крутько, Николай Павлович (род. 1949) — химик
- Крылов, Владимир Иванович (1902—1994) — математик
- Кукреш, Леонид Васильевич (1938—2023) — растениевод
- Кулагин, Николай Михайлович (1860—1940) — зоолог
- Кулак, Анатолий Иосифович (род. 1954) — физикохимик
- Кульчицкий, Владимир Адамович (1948—2024) — нейрофизиолог
- Купревич, Василий Феофилович (1897—1969) — ботаник

## Л
- Лабунов, Владимир Архипович (род. 1939) — микроэлектроник
- Лазарук, Михаил Арсеньевич (1926—2000) — литературовед
- Ламан, Николай Афанасьевич (род. 1941) — ботаник
- Лапа, Виталий Витальевич (род. 1951) — агрохимик
- Лаппо, Аркадий Иванович (1904—1983) — растениевод
- Ласковнёв, Александр Петрович (род. 1949) — металлург
- Ластовский, Вацлав Устинович (1883—1938) — историк
- Лахвич, Фёдор Адамович (род. 1945) — химик-органик
- Леонов, Василий Антонович (1889—1972) — педиатр
- Лесникович, Анатолий Иванович (1941—2019) — физикохимик
- Лёсик, Иосиф Юрьевич (1883—1940) — политический деятель
- Лиштван, Иван Иванович (1932—2023) — физикохимик
- Лобанок, Анатолий Георгиевич (род. 1938) — микробиолог
- Ловкис, Зенон Валентинович (род. 1946) — пищевой технолог
- Логинов, Владимир Фёдорович (род. 1940) — географ
- Локотко, Александр Иванович (род. 1955) — искусствовед
- Лукашанец, Александр Александрович (род. 1954) — языковед
- Лукашёв, Константин Игнатьевич (1907—1987) — геолог
- Лупинович, Иван Степанович (1900—1968) — почвовед
- Лыков, Алексей Васильевич (1910—1974) — теплофизик
- Лыньков, Михаил Тихонович (1899—1975) — писатель
- Лыч, Геннадий Михайлович (род. 1935) — экономист

## М
- Максим Танк (1912—1995) — поэт
- Макушок, Маркел Емельянович (1881—1952) — зоолог
- Малюшицкий, Николай Кириллович (1872—1929) — растениевод
- Марков, Даниил Александрович (1895—1976) — невропатолог
- Мартинкевич, Феликс Станиславович (1920—1992) — экономист
- Мартыненко, Олег Григорьевич (1936—2012) — теплофизик
- Марукович, Евгений Игнатьевич (род. 1946) — технолог металлов
- Матвеев, Алексей Васильевич (1938—2025) — геолог
- Матюхин, Владимир Александрович (1931—2020) — физиолог
- Махнач, Александр Семёнович (1918—2006) — геолог
- Махнач, Анатолий Александрович (род. 1951) — геолог
- Мацепуро, Михаил Ефремович (1908—1972) — механизатор
- Мирчинк, Георгий Фёдорович (1889—1942) — геолог
- Михайлов, Анатолий Арсеньевич (род. 1939) — философ
- Михайлов, Анатолий Николаевич (род. 1936) — рентгенолог
- Михалевич, Александр Александрович (род. 1938) — энергетик
- Мрочек, Александр Геннадьевич (род. 1953) — кардиолог
- Мышкин, Николай Константинович (род. 1948) — механик

## Н
- Нагорский, Игорь Станиславович (1931—2006) — механизатор
- Науменко, Иван Яковлевич (1925—2006) — писатель
- Некрашевич, Степан Михайлович (1883—1937) — языковед
- Немчинов, Василий Сергеевич (1894—1964) — экономист
- Нестерович, Николай Дмитриевич (1903—1984) — ботаник
- Никитенко, Пётр Георгиевич (род. 1943) — экономист
- Никифоров, Михаил Ефимович (род. 1956) — зоолог
- Никольский, Николай Михайлович (1877—1959) — востоковед

## О
- Олехнович, Николай Михайлович (род. 1935) — физик
- Олешкевич, Фёдор Васильевич (1936—2008) — нейрохирург
- Орлович, Валентин Антонович (род. 1947) — физик
- Островский, Юрий Михайлович (1926—1991) — биохимик
- Островский, Юрий Петрович (род. 1952) — кардиохирург

## П
- Панкратова, Анна Михайловна (1897—1957) — историк
- Парусников, Михаил Павлович (1893—1968) — архитектор
- Парфёнов, Виктор Иванович (1934—2024) — ботаник
- Паушкин, Ярослав Михайлович (1913—1996) — химик
- Пенязьков, Олег Глебович (род. 1961) — теплофизик
- Переход, Вячеслав Иванович (1887—1964) — лесовод
- Перцев, Владимир Николаевич (1877—1960) — историк
- Пестис, Витольд Казимирович (род. 1949) — кормовик
- Пилипович, Владимир Антонович (1931—2018) — физик
- Пичета, Владимир Иванович (1878—1947) — историк
- Платонов, Владимир Петрович (род. 1939) — математик
- Подлужный, Александр Иосифович (1935—2005) — языковед
- Покровский, Михаил Николаевич (1868—1932) — историк
- Поплавский, Георгий Георгиевич (1931—2017) — график, живописец
- Поткин, Владимир Иванович (род. 1953) — химик
- Привалов, Фёдор Иванович (род. 1957) — растениевод
- Прохоренко, Пётр Петрович (1939—2008) — физик
- Прушак, Виктор Яковлевич (род. 1956) — геотехнолог

## Р
- Решетников, Владимир Николаевич (род. 1938) — физиолог растений
- Ривлин, Езикииль Исаакович (1901—1978) — историк
- Роговой, Павел Прокофьевич (1895—1985) — почвовед
- Рокицкий, Пётр Фомич (1903—1977) — биолог животных
- Роман, Олег Владиславович (1925—2013) — металлург
- Рубанов, Александр Сергеевич (1936—2003) — физик
- Рубинов, Анатолий Николаевич (род. 1939) — физик
- Руммо, Олег Олегович (род. 1970) — трансплантолог
- Руцкий, Александр Владимирович (1932—2015) — ортопед-травматолог

## С
- Савицкий, Михаил Андреевич (1922—2010) — художник
- Савченко, Николай Евсеевич (1922—2001) — уролог
- Самсонов, Владимир Павлович (1928—2017) — растениевод
- Свиридёнок, Анатолий Иванович (1936—2023) — материаловед
- Свиридов, Вадим Васильевич (1931—2002) — химик
- Севернёв, Михаил Максимович (1921—2012) — механизатор
- Сидоренко, Георгий Иванович (1925—2014) — кардиолог
- Сирота, Николай Николаевич (1913—2006) — физик
- Скоропанов, Степан Гордеевич (1910—1999) — мелиоратор
- Смеян, Николай Иванович (1932—2007) — почвовед
- Смеянович, Арнольд Фёдорович (1938—2021) — нейрохирург
- Смольский, Николай Владиславович (1905—1976) — ботаник
- Солдатов, Владимир Сергеевич (род. 1937) — химик
- Солоухин, Рем Иванович (1930—1988) — физик
- Спринджук, Владимир Геннадиевич (1936—1987) — математик
- Степаненко, Александр Васильевич (1938—2005) — металловед
- Степанов Борис Иванович (1913—1987) — физик
- Стрельчёнок, Олег Анатольевич (1947—2010) — химик
- Сукало, Александр Васильевич (1951—2022) — детский нефролог
- Супруненко, Дмитрий Алексеевич (1915—1990) — математик
- Сурта, Иван Захарович (1893—1937) — государственный деятель
- Сущеня, Леонид Михайлович (1929—2015) — эколог

## Т
- Танаев, Вячеслав Сергеевич (1940—2002) — энергетик
- Титов, Иван Трофимович (1875—1949) — патологоанатом
- Титов, Леонид Петрович (1946—2025) — микробиолог
- Толкачёв, Виталий Антонович (род. 1934) — физик
- Томин, Михаил Петрович (1883—1967) — биолог животных
- Третьяк, Станислав Иванович (род. 1950) — хирург
- Трусевич, Борис Ипполитович (1892—1961) — терапевт
- Турбин, Николай Васильевич (1912—1998) — селекционер
- Тутковский, Павел Аполлонович (1858—1930) — геолог и географ

## У
- Улащик, Владимир Сергеевич (1943—2018) — физиолог

## Ф
- Фёдоров, Фёдор Иванович (1911—2004) — физик-теоретик

## Х
- Харин, Юрий Семёнович (род. 1949) — информатик
- Харламов, Иван Фёдорович (1920—2003) — педагог
- Хотылёва, Любовь Владимировна (1928—2024) — генетик растений
- Хрипач, Владимир Александрович (род. 1949) — химик-биорганик
- Хрусталёв, Борис Михайлович (род. 1947) — машиностроитель

## Ц
- Цыганов, Александр Риммович (род. 1953) — агрохимик

## Ч
- Чачин, Виктор Николаевич (1930—1994) — машиностроитель
- Чеботарёв, Роман Семёнович (1905—1981) — паразитолог
- Черенкевич, Сергей Николаевич (род. 1942) — биофизик
- Чернявский, Александр Фёдорович (род. 1938) — информатик
- Чижик, Сергей Антонович (род. 1959) — нанотехнолог

## Ш
- Шамякин, Иван Петрович (1921—2004) — писатель
- Шашков, Анатолий Герасимович (1927—2011) — теплофизик
- Шейко, Иван Павлович (род. 1948) — животновод
- Шемпель, Виктор Иванович (1908—1975) — агрохимик
- Широканов, Дмитрий Иванович (1929—2023) — философ
- Шкадаревич, Алексей Петрович (род. 1947) — физик
- Шлапунов, Василий Николаевич (1932—2021) — кормопроизводитель
- Шлихтер, Александр Григорьевич (1868—1940) — партийный деятель

## Щ
- Щербаков, Василий Карпович (1898—1938) — историк

## Ю
- Юркевич, Иван Данилович (1902—1991) — ботаник
- Юсковец, Моисей Калинникович (1898—1969) — ветеринар

## Я
- Яворский, Матвей Иванович (1885—1937) — политический деятель
- Янка Нёманский (1890—1937) — публицист, писатель, экономист
- Янчевский, Вячеслав Иванович (1948—2025) — математик
- Ящерицын, Пётр Иванович (1915—2005) — машиностроитель